# Goliath (Walibi Holland)
Goliath is een stalen achtbaan in het Nederlandse attractiepark Walibi Holland te Biddinghuizen.
Met een hoogte van 46,8 meter is de Goliath de op een na hoogste achtbaan in de Benelux, na de megacoaster Kondaa in het zusterpark Walibi Belgium, die 50 meter hoog is. Van 2002 tot 2007 was De Goliath de hoogste en snelste achtbaan van de Benelux. In 2007 werd de titel van hoogste achtbaan tijdelijk overgenomen door Vertigo in Walibi Belgium met een hoogte van 55 meter. Met de sloop van Vertigo in 2008 is het hoogterecord van de Benelux weer terug bij Goliath. Van 2019 tot 2021 werd de titel van snelste achtbaan in de Benelux van de Goliath met 106 km/h overgenomen door Fury in Bobbejaanland met een snelheid van 106,6 km/h. De twee records zijn sinds 8 mei 2021 in handen van Kondaa.

## Algemene informatie
De achtbaan is ontworpen door het Duitse ingenieursbureau Büro Stengel GmbH en werd gebouwd door Intamin AG. De eerste rondjes werden gereden in 2002, destijds behoorde Walibi Holland tot de pretparkenketen van Six Flags, die al in twee andere parken achtbanen soortgelijk aan de Goliath had staan. De Goliath is vanaf het eerste moment een enorm populaire achtbaan binnen Walibi Holland. Bij de treinen valt ook iets op: de eerste trein heeft de groene kleur van het spoor en de tweede trein heeft de oorspronkelijk paarse kleur van de ondersteuningen.

## Kleur

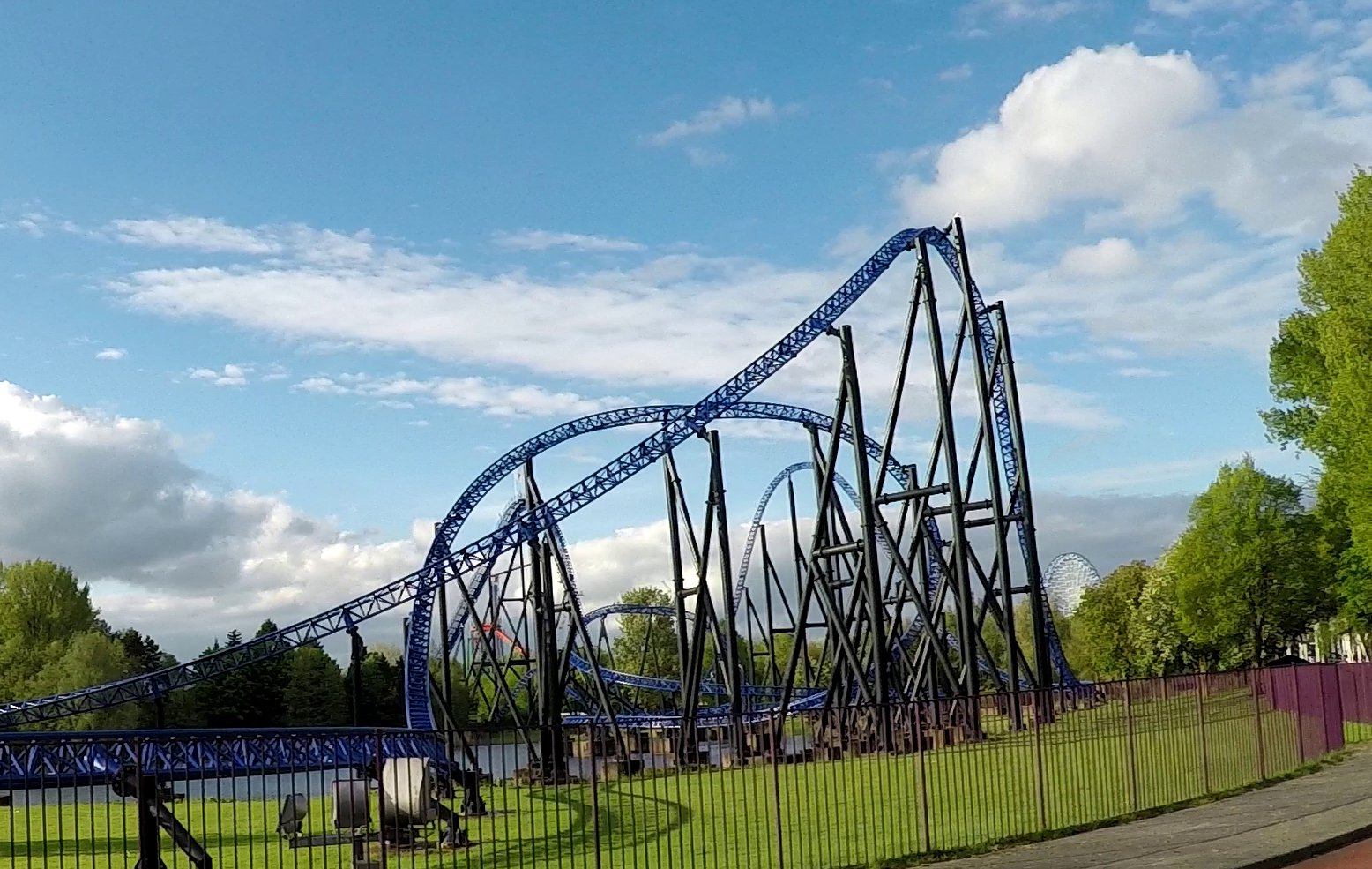
Goliath in de nieuwe kleurstelling

Walibi Holland heeft in 2013 de ondersteuningen zwart geverfd. Ook de paarse trein kreeg een zwarte neus en zijkanten. Wel bleven in beide treinen de zetels de oorspronkelijke paarse kleur behouden. Ook de hekken beneden naast de track zijn paars gebleven.
Eind november 2016 plaatste Walibi Holland een foto op haar Twitteraccount waarop te zien is dat de groene baan in een fel donkerblauwe kleur wordt geschilderd. Dit ter gelegenheid van het vijftienjarig bestaan van de achtbaan. De groene trein wordt ook zwart zodat beide treinen dezelfde kleur hebben.

## Incident
Op 31 oktober 2009 raakte een 16-jarig meisje uit Apeldoorn gewond, nadat een stalen buis van drie meter hoogte op haar viel. Dit gebeurde tijdens het wachten bij de attractie. Achterstallig onderhoud was waarschijnlijk de oorzaak. Walibi heeft de attractie later gecontroleerd op meer loszittend materiaal. Dit bleek niet het geval te zijn. Met het meisje is het uiteindelijk goed afgelopen.

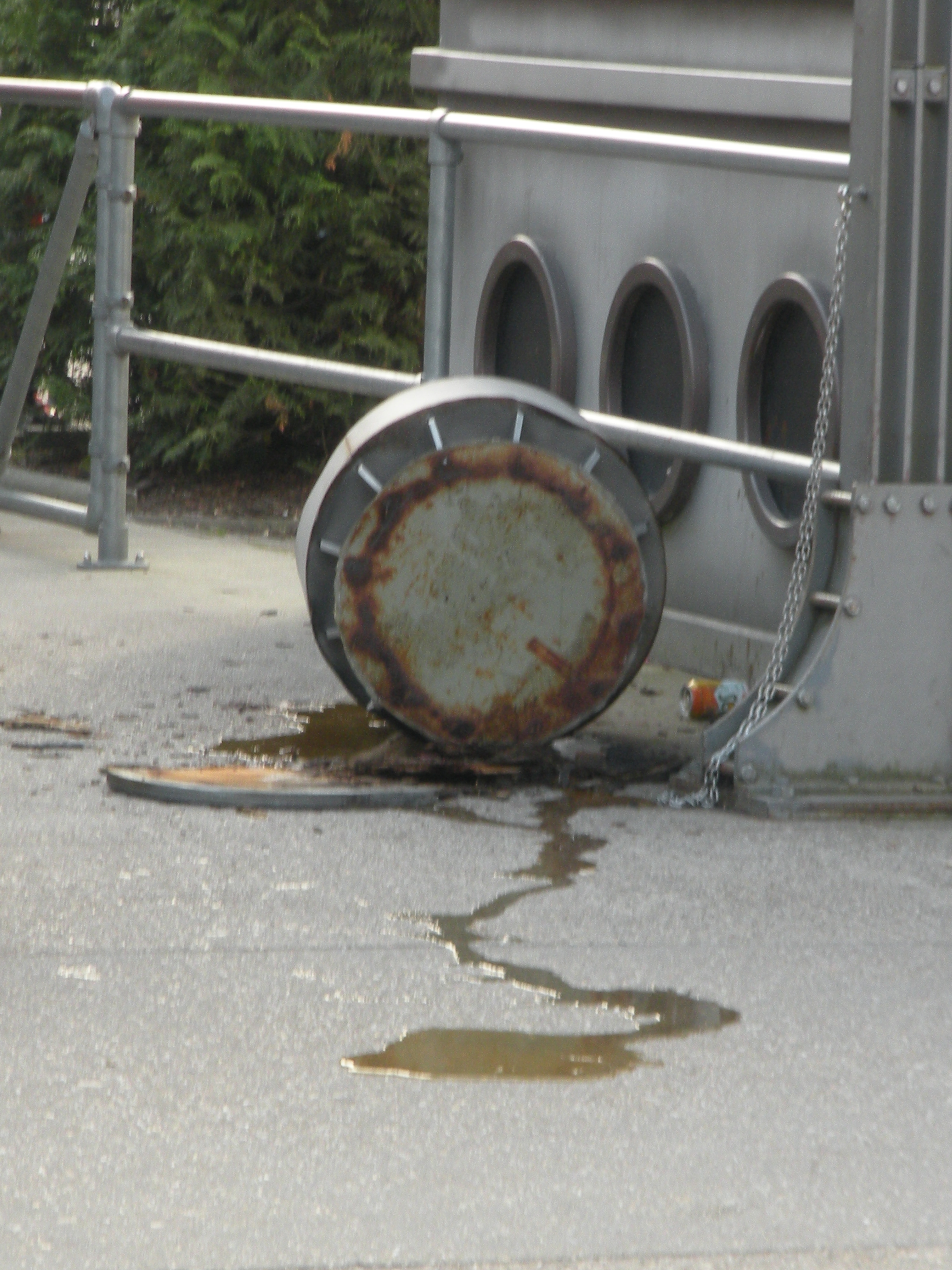
Het decorstuk nadat dit was gevallen op 31 oktober 2009

## Records bij opening
- Hoogste achtbaan van de Benelux (46,8 meter, 2002-2020)
- Snelste achtbaan van de Benelux (106 km/h, 2002-2019)
- Langste achtbaan van de Benelux (1214 meter, 2002)

## Internationale waardering
Goliath wordt internationaal gezien als een van de beste achtbanen ter wereld. Hieronder een tabel met de jaarlijkse stemming van Mitch Hawker's Internet Poll.
| Beste stalen achtbanen | Beste stalen achtbanen | Beste stalen achtbanen | Beste stalen achtbanen | Beste stalen achtbanen | Beste stalen achtbanen | Beste stalen achtbanen | Beste stalen achtbanen | Beste stalen achtbanen | Beste stalen achtbanen | Beste stalen achtbanen | Beste stalen achtbanen | Beste stalen achtbanen |
| Jaar                   | 2002                   | 2003                   | 2004                   | 2005                   | 2006                   | 2007                   | 2008                   | 2009                   | 2010                   | 2011                   | 2012                   | 2013                   |
| ---------------------- | ---------------------- | ---------------------- | ---------------------- | ---------------------- | ---------------------- | ---------------------- | ---------------------- | ---------------------- | ---------------------- | ---------------------- | ---------------------- | ---------------------- |
| Plaats                 | 16                     | 10                     | 13                     | 11                     | 4                      | 8                      | 8                      | 5                      | 7                      | —                      | 16                     | 18                     |

## Galerij

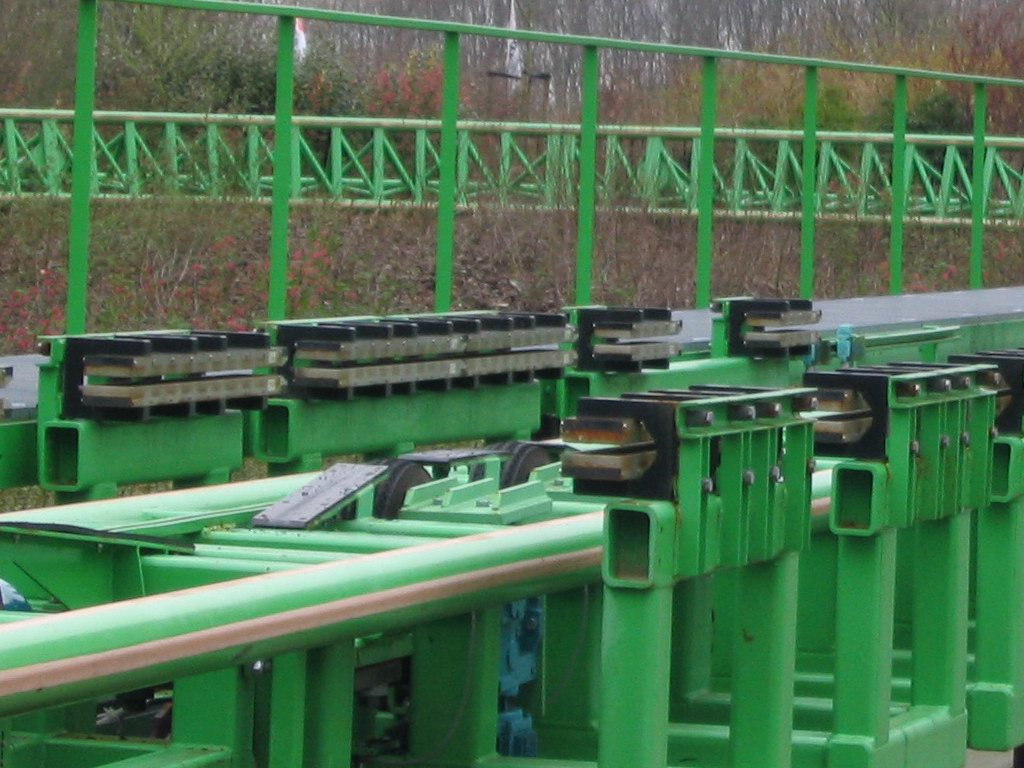
Het remsysteem
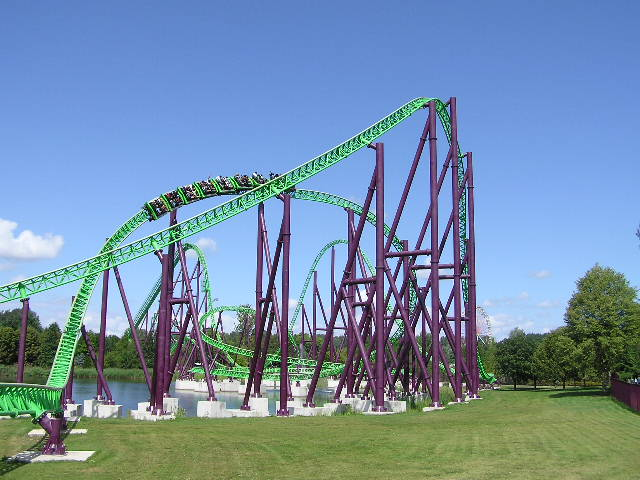
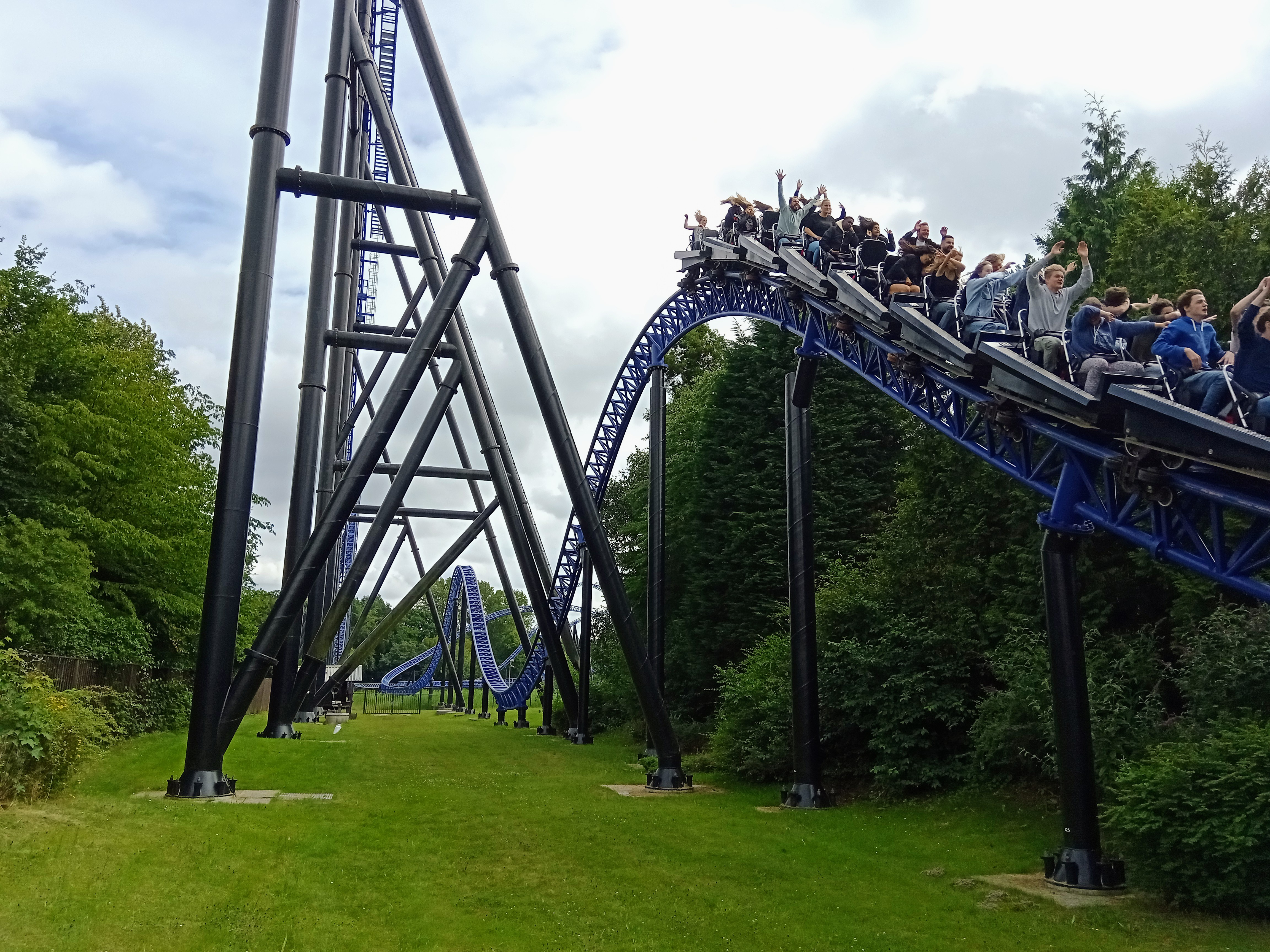
De airtimeheuvels op het einde van Goliath
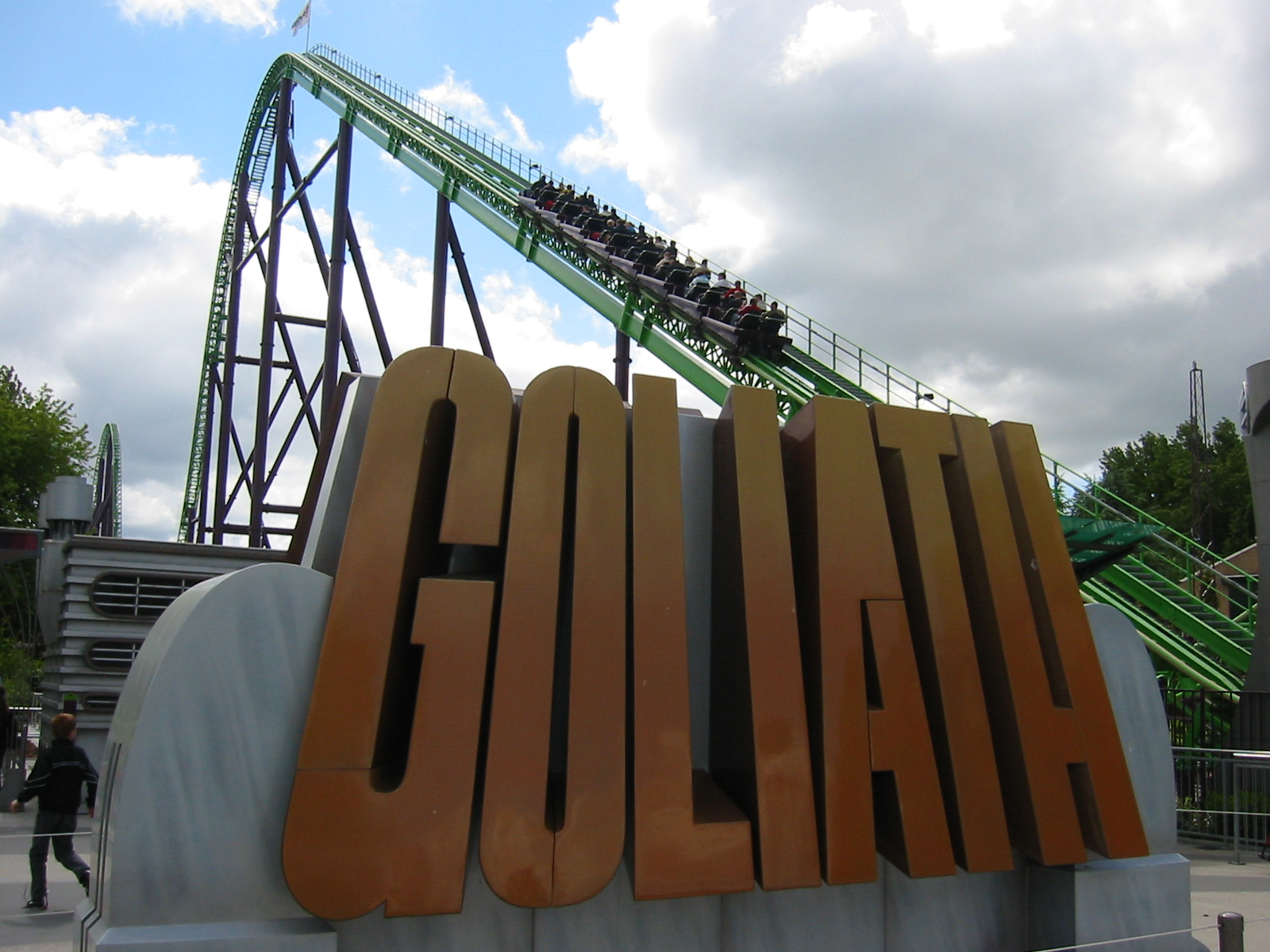
De lifthill en het logo van Goliath